# St. Peter und Paul (Dankersen)

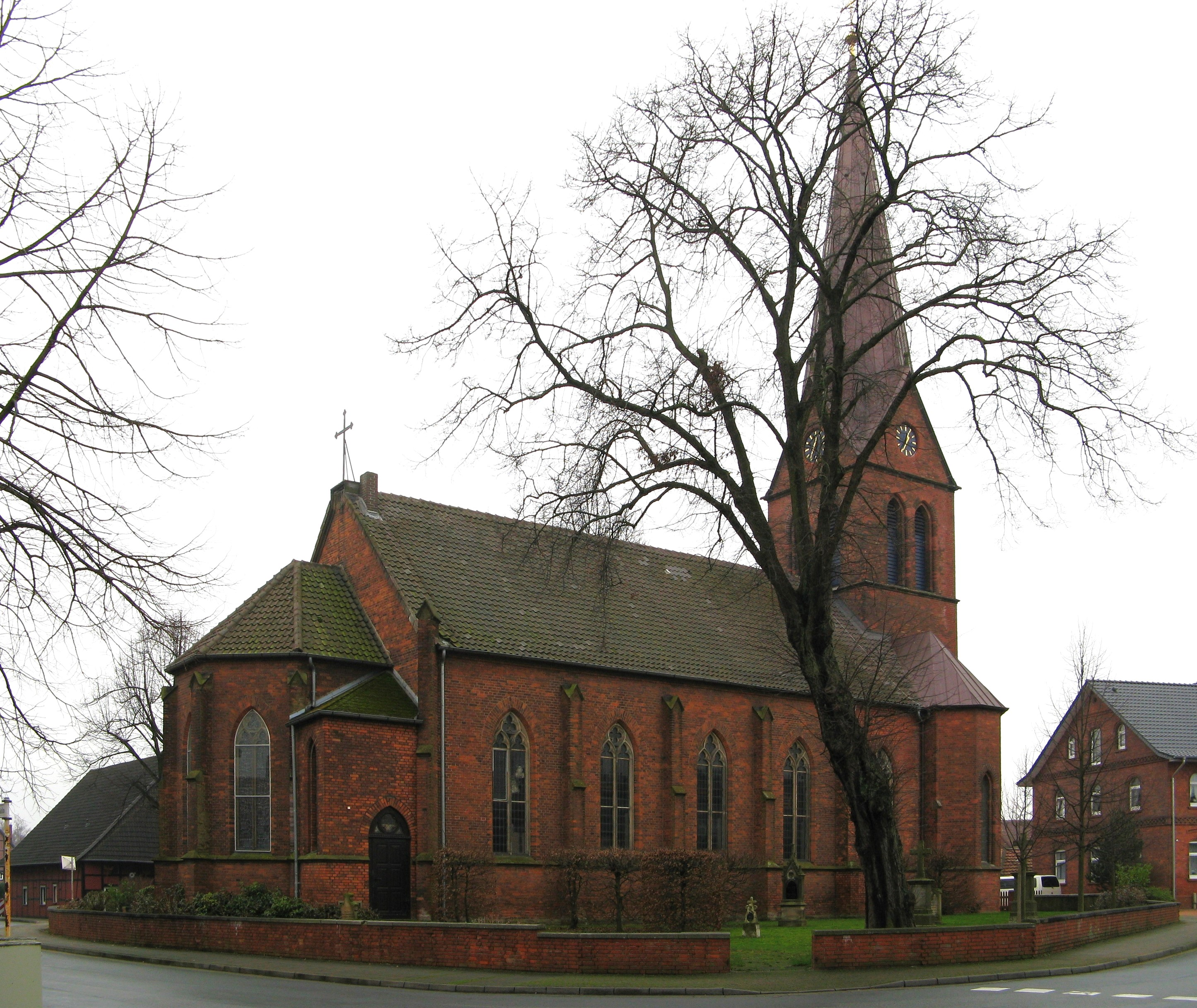
St. Peter und Paul in Dankersen

St. Peter und Paul ist ein evangelisch-lutherischer Kirchenbau in Dankersen, einem Ortsteil der ostwestfälischen Stadt Minden in Nordrhein-Westfalen. Sie ist unter der Nr. 634 in der Denkmalliste der Stadt Minden eingetragen. Die Kirchengemeinde Dankersen gehört zum Kirchenkreis Minden der Evangelischen Kirche von Westfalen.

## Geschichte
Mit dem Übertritt von Minden zum Augsburger Bekenntnis 1630 trat auch Dankersen zur evangelischen Lehre über. 1860 wurde der bisherige Kapellenbau durch die jetzige, in Backstein-Mauerwerk errichtete neugotische Saalkirche ersetzt, die 1893 durch den Turm nach Entwurf des Architekten August Kersten ergänzt wurde. 1970 wurde der Kirchenraum modernisiert.

## Ausstattung
Aus dem 1860 abgebrochenen Vorgängerbau der Kirche wurden der Taufstein von 1629, die Apostelfiguren Petrus und Paulus von 1676, die barocke Kanzel von 1667 mit Christusstatue auf dem Schalldeckel und den Evangelistenfiguren von 1676 sowie die Grabplatte des Pfarrers Conrad Gärtner von 1674 übernommen, die zuletzt als Altarplatte gedient hatte. Die drei Fenster im Chorraum der Kirche zum Thema „Lobgesang“ wurden 1974 von Renate Strasser aus Bielefeld gestaltet.

## Orgel
Die gegenwärtige Orgel wurde 1970 von der Firma Gustav Steinmann Orgelbau in Vlotho erbaut und 2013 von der Firma Salzmann (Heimsen) erweitert. Die aktuelle Disposition umfasst 18 Register auf zwei Manualen und Pedal:
| I Hauptwerk C–g3 |    |
| Prinzipal        | 8′ |
| Rohrflöte        | 8′ |
| Oktave           | 4′ |
| Holzflöte        | 4′ |
| Waldflöte        | 2′ |
| Mixtur V         |    |
| Trompete 8′      |    |

| II Brustwerk C–g3 |    |
| Gedackt           | 8′ |
| Rohrflöte         | 4′ |
| Prinzipal         | 2′ |
| Sesquialtera II   |    |
| Zimbel II         |    |
| Regal 8′          |    |

| Pedal C–f1 |     |
| Subbaß     | 16′ |
| Gemshorn   | 8′  |
| Gedackt    | 8′  |
| Oktave     | 4′  |
| Posaune    | 8′  |

- Koppeln: I/II, I/P, II/P